# Miss Marple met vakantie
Miss Marple met vakantie is een detective- en misdaadverhaal geschreven door Agatha Christie. Het werk verscheen initieel op 16 november 1964 onder de titel A Caribbean Mystery en werd uitgegeven door de Britse Collins Crime Club. In de Verenigde Staten werd het werk in 1964 uitgegeven door Dodd, Mead and Company. Een eerste Nederlandstalige versie verscheen in 1964 en werd uitgegeven door Luitingh-Sijthoff.

## Verhaal
Miss Marple is op vakantie in hotel "Golden Palm" in de Caraïben - meer bepaald het (fictieve) eiland Saint Honoré -  wat wordt uitgebaat door Tim en Molly Kendal. Ze heeft er een gesprek met majoor Palgrave - een wereldreiziger - die op punt staat haar een foto te tonen van een seriemoordenaar, maar plots het gesprekonderwerp wijzigt. De volgende ochtend wordt het lichaam van Palgrave gevonden en miss Marple is er zeker van dat hij werd vermoord. Miss Marple vraagt dokter Grahame om op zoek te gaan naar de bewuste foto met de smoes dat haar neef er op staat.
Volgens meid Victoria was er voor de dood van Palgrave op diens kamer geen medicijn tegen een hoge bloeddruk terwijl er dat na zijn dood wel stond. De volgende nacht wordt zij met messteken om het leven gebracht. Molly krijgt nachtmerries. Jackson - de verpleger van rolstoelpatiënt Jason Rafiel - merkt op dat er aan de make-up van Molly wellicht wolfskers werd toegevoegd omdat dat nachtmerries kan veroorzaken.
De volgende nacht wordt Tim wakker en vindt zijn vrouw niet. Haar vermoedelijke lichaam wordt gevonden in een sloot, maar dit blijkt de Amerikaanse gaste Lucky te zijn die uiterlijke kenmerken heeft van Molly. Daarop gaat miss Marple met Jason naar Tim en Molly. Daar zegt miss Marple dat Molly de wijn die Tim haar net aanbood niet mag opdrinken omdat er vergif in zit. Volgens haar is Tim de seriemoordenaar die door Palgrave werd herkend. Tim en Molly zaten namelijk niet ver van Palgrave toen hij zijn verhaal deed. Tim was reeds van plan om zijn vrouw te vermoorden, maar moest eerst Palgrave ombrengen omdat hij werd herkend. De meid werd vermoord omdat zij vermoedde dat Palgrave werd vermoord met het plots opgedoken medicijn. Tim vroeg zijn vrouw om hem te ontmoeten bij de sloot, maar hij aanzag Lucky als Molly en vermoordde bijgevolg de verkeerde persoon.
Tim biecht op dat hij Molly wilde vermoorden om daarop te trouwen met Jason's secretaresse Esther. Zij zou een grote som geld erven na de dood van Jason.

## Personages
- Miss Marple: Een amateur-detective
- Major Palgrave: Een man met een glazen oog die graag vertelt over zijn wereldreizen en avonturen.
- Tim Kendal: Een man die onder valse voorwendselen getrouwd is met Molly Kendal om met haar geld een hotel uit te baten.
- Molly Kendal: De vrouw van Tim die denkt een psychische aandoening te hebben terwijl deze wordt opgewekt door vergiftiging.
- Jason Rafiel: Een oude, rijke rolstoelpatiënt
- Esther Walters: De secretaresse van Jason
- Victoria: een hotelmeid die opmerkt dat er na de dood van Palgrave plots een extra medicijn in diens kamer is.
- Greg Dyson: De echtgenoot van Lucky.
- Lucky Dyson: Ze is getrouwd met Greg. Ze was ooit van plan om Greg's eerste vrouw te vermoorden.
- Edward Hillingdon: De man van Evelyn, maar hij heeft een affaire met Lucky.
- Evelyn Hillingdon: De vrouw van Edward. Ondanks ze niet van hem houdt, blijft ze bij hem omwille van hun kinderen.
- Dr Grahame: De lokale dokter
- Jackson: De verpleger van Jason die eerder werkte in een cosmetische fabriek

## Adaptaties
- In 1983 werd het boek verfilmd onder de originele titel met Helen Hayes in de rol van miss Marple en Barnard Hughes als Jason Rafiel.
- De BBC verfilmde het boek voor een aflevering van de serie Agatha Christie's Miss Marple met Joan Hickson als miss Marple en Donald Pleasence als Jason Rafiel. Naast weglaten van enkele nevenpersonages speelt dit verhaal zich af in Barbados.
- ITV verfilmde het boek voor een aflevering van Agatha Christie's Marple met Julia McKenzie in de rol van miss Marple en Antony Sher als Jason Rafiel. In deze versie tracht Tim zijn vrouw te vermoorden met een geweer in plaats van wijn, maar miss Marple heeft de kogels vervangen door losse flodders.
- In 2016 werd het boek nogmaals verfilmd voor de Franse televisiereeks Les Petits Meurtres d'Agatha Christie.